# Нуркич, Юсуф
Юсуф Нуркич (босн. Jusuf Nurkić; род. 23 августа 1994, Тузла) — боснийский профессиональный баскетболист, играющий на позиции центрового. Выступает за команду НБА «Шарлотт Хорнетс» и сборную Боснии и Герцеговины. Был выбран на драфте НБА 2014 года в первом раунде под 16-м номером командой «Чикаго Буллз».

## Ранние годы
На юниорском уровне Нуркич более двух сезонов выступал за словенский клуб «Златорог». В феврале 2012 года он был взят в аренду командой «Олимпия» (Любляна), с которой выступал в турнире Евролиги для молодёжных команд, который проводился в Белграде. Нуркич привлёк внимание скаутов набирая в среднем 18,8 очка и совершая 11 подборов за пять матчей на турнире. Практически сразу после турнира он вернулся в «Златорог». Через некоторое время появилась информация, что Нуркич тренируется с хорватским клубом «Цедевита».

## Профессиональная карьера

### Цедевита (2012—2014)
В октябре 2012 года после нескольких месяцев в составе «Цедевита», игроку был предложен контракт по формуле 4+1. После подписания контракта прошла пресс-конференция, на которой Нуркич обвинил тренера «Златорога» Милоша Шпорара в том, что в бывшем клубе у него практически не было игрового времени. В дебютном сезоне за «Цедевиту» у Нуркича было мало шансов проявить себя при тренере Александре Петровиче, который в основном выпускал игрока со скамейки. В сезоне 2012-13 Евролиги он выходил только в шести матчах, в среднем набирая 1,8 очка за матч. В январе 2013 года Нуркич отправился в аренду в другой хорватский клуб «Задар», в который он ушёл по собственной инициативе, чтобы иметь больше игрового времени до конца сезона. Во втором сезоне при новом главном тренере Жасмине Репеше Нуркич получил свой шанс в региональной Адриатической лиге, где набирал в среднем по 11,6 очка и совершая 5,6 подбора за матч, хотя проводил на площадке всего 16,3 минуты. В основном игровое время ограничивалось набранными фолами.

### Денвер Наггетс (2014—2017)
26 июня 2014 года Нуркич был выбран на драфте НБА 2014 года командой НБА «Чикаго Буллз» под общим 16-м номером. В этот же день права на игрока были проданы «Денвер Наггетс». 31 июля 2014 года он подписал полноценный контракт с «Наггетс». 29 октября 2014 года игрок дебютировал в НБА, записав на свой счёт 5 очков и 8 подборов в матче против «Детройт Пистонс», в котором его команда одержала победу со счётом 89-79. 
1 января 2015 года Нуркич оформил свой первый в карьере дабл-дабл, набрав 10 очков и сделав 10 подборов в матче с «Чикаго Буллз» (106:101). 3 января 2015 года Нуркич сделал свой второй дабл-дабл в НБА, набрав 11 очков, 10 подборов и 5 блок-шотов в матче против «Мемфис Гриззлис». В феврале Нуркич оформил еще два дабл-дабла. Он был заявлен на матч восходящих звезд 2015 года в качестве замены Стивену Адамсу из «Оклахома-Сити Тандер», но отказался от участия по личным причинам. В последнем матче регулярного чемпионата против «Голден Стэйт Уорриорз» Нуркич набрал максимальные в сезоне 17 очков в поражении со счетом 126-133. 20 мая он успешно перенес операцию по восстановлению частично разорванного левого пателлярного сухожилия.
11 октября 2015 года «Наггетс» активировали опцию третьего года контракта Нуркича, продлив его до сезона 2016/17. Он дебютировал в сезоне 2015/16 2 января против «Уорриорз», пропустив первые два месяца сезона из-за восстановления после разрыва пателлярного сухожилия. Четыре дня спустя Нуркич набрал 15 очков, 10 подборов и пять блоков в победе над «Миннесотой Тимбервулвз» со счетом 78-74. 12 марта он набрал максимальные в сезоне 17 очков в победе над «Вашингтон Уизардс» со счетом 116:100. В конце марта Нуркич дважды превысил эту отметку, набрав 18 очков в игре с «Лос-Анджелес Лейкерс» 25 марта и 19 очков в игре с «Лос-Анджелес Клипперс» 27 марта. 8 апреля он набрал максимальные в карьере 21 очко в победе над «Сан-Антонио Сперс» со счетом 102:98.
В дебюте сезона 2016/17 26 октября 2016 года Нуркич набрал 23 очка в победе над «Нью-Орлеан Пеликанс» со счетом 107-102, установив новый карьерный максимум. Через пять дней он набрал 13 очков и 18 подборов в поражении от «Торонто Рэпторс» со счетом 102-105. После того как Никола Йокич стал основным центровым «Денвера», Нуркич был переведен на скамейку запасных. Перемещение на скамейку запасных не понравилось Нуркичу, и он не побоялся высказать свое недовольство ситуацией, дважды попросив об обмене, сначала в апреле 2016 года, а затем еще раз в декабре 2016 года. В итоге «Наггетс» удовлетворили желание Нуркича за 10 дней до дедлайна 2017 года.

### Портленд Трэйл Блэйзерс (2017—2023)

#### Первые годы в Портленде (2017—2019)
13 февраля 2017 года Нуркич был обменян вместе с правами на драфт-пик первого раунда 2017 года от «Мемфис Гриззлис» в «Портленд Трэйл Блэйзерс» на Мэйсона Пламли, пик второго раунда 2018 года и денежную компенсацию.
Нуркич дебютировал за «Трэйл Блэйзерс» 15 февраля 2017 года, набрав 13 очков и сделав семь подборов за 21 минуту игры со скамейки запасных в поражении от «Юты Джаз» со счетом 88-111. Нуркич впервые вышел в старте «Трэйл Блэйзерс» в следующей игре 23 февраля 2017 года после перерыва на уикенд всех звезд НБА, набрав 12 очков и сделав 12 подборов в победе над «Орландо Мэджик» со счетом 112-103. 2 марта 2017 года он набрал 18 очков, 12 подборов, сделал максимальные в карьере шесть передач и пять блоков в победе над «Оклахома-Сити Тандер» со счетом 114-109. 9 марта 2017 года Нуркич набрал максимальные в карьере 28 очков и 20 подборов в победе над «Филадельфией Севенти Сиксерс» со счетом 114-108 в овертайме. Он также сделал восемь передач и шесть блоков, став первым игроком НБА, набравшим не менее 28 очков, 20 подборов, восемь передач и шесть блоков в одной игре с тех пор, как Чарльз Баркли совершил это достижение в ноябре 1986 года. 28 марта 2017 года Нуркич установил новый карьерный максимум, набрав 33 очка и сделав 15 подборов в победе над своей бывшей командой «Денвер Наггетс» со счетом 122-113. Через три дня Нуркич закончил выступление в регулярном чемпионате из-за несмещенного перелома правой ноги.
22 апреля 2017 года Нуркич вернулся в строй в третьей игре серии первого раунда плей-офф «Трэйл Блэйзерс» против «Голден Стэйт Уорриорз», пропустив семь последних игр регулярного чемпионата и две первые игры плей-офф против «Голден Стэйт». Он набрал два очка и сделал 11 подборов в поражении со счетом 113-119. Нуркич пропустил четвертую игру серии, и «Трэйл Блэйзерс» выбыли из плей-офф, проиграв «Уорриорз» 0-4.
24 ноября 2017 года Нуркич набрал 29 очков и сделал 15 подборов в победе над «Бруклин Нетс» со счетом 127-125. 18 января 2018 года он набрал 19 очков и сделал максимальные в сезоне 17 подборов в победе над «Индианой Пэйсерс» со счетом 100-86. 9 апреля 2018 года Нуркич набрал 20 очков и сделал 19 подборов в проигрыше «Наггетс» со счетом 82-88. В четвертой игре первого раунда серии плей-офф против «Нью-Орлеан Пеликанс» Нуркич набрал 18 очков и сделал 11 подборов в проигрыше со счетом 123-131. Это поражение выбило «Портленд» из плей-офф, так как он проиграл серию в четырех матчах.
6 июля 2018 года Нуркич переподписал контракт с «Трэйл Блэйзерс». 22 октября 2018 года он набрал 22 очка и 18 подборов в матче с «Вашингтон Уизардс» (125:124). 18 ноября 2018 года Нуркич набрал 13 очков, 14 подборов и сделал восемь передач в победе над «Уизардс» (119:109), превысив свой карьерный максимум. Два дня спустя Нуркич набрал 13 очков и сделал 11 подборов в победе над «Нью-Йорк Никс» со счетом 118:114, оформив пятый в карьере дабл-дабл. 27 декабря Нуркич набрал 27 очков и сделал 12 подборов в победе над «Уорриорз» со счетом 110:109.
1 января 2019 года Нуркич сделал рекордные в карьере 23 подбора в матче с «Сакраменто Кингз», а также продемонстрировал впечатляющую статистику из 24 очков, 7 передач, 5 блоков и 5 перехватов. Это выступление стало исторической вехой, поскольку это была первая игра с момента официального учета перехватов и блоков в 1973 году, в которой игрок набрал 20+ очков, 20+ подборов, 5+ передач, 5+ блоков и 5+ перехватов для официального матча формата 5х5. 11 января 2019 года Нуркич набрал 11 очков, 11 подборов и установил карьерные рекорды по 8 передачам и 6 блокам в победе над «Шарлотт Хорнетс» со счетом 127-96, став третьим игроком в истории НБА, которому удалось набрать такое количество полезных действий менее чем за 30 минут. 16 января 2019 года он оформил свой первый в карьере трипл-дабл, набрав 10 очков, 10 подборов и 10 передач в победе над «Кливленд Кавальерс» со счетом 129-112.

#### Сезоны с травмами (2019—2023)
25 марта 2019 года Нуркич получил сложный перелом левой большеберцовой и малоберцовой костей во втором овертайме матча «Трэйл Блэйзерс» против «Бруклин Нетс». До травмы Нуркич набрал максимальные в сезоне 32 очка и 16 подборов. В тот же вечер «Трэйл Блэйзерс» подтвердили, что травма окончила сезон игрока.
Ожидалось, что Нуркич вернется после травмы 15 марта 2020 года. Однако из-за приостановки сезона 2019/20 в НБА в связи с пандемией COVID-19 Нуркич вернулся только 31 июля 2020 года и помог одержать победу над «Мемфис Гриззлис» со счетом 140-135, где он набрал 18 очков, сделал девять подборов и шесть блоков.
14 января 2021 года Нуркич сломал правое запястье в поражении от «Индианы Пэйсерс» со счетом 87-111. Нуркич вернулся в строй 26 марта 2021 года, набрав восемь очков и сделав восемь подборов в победе над «Орландо Мэджик» со счетом 112-105. 23 апреля 2021 года Нуркич набрал максимальные за сезон 26 очков в поражении от «Мемфис Гриззлис» со счетом 128-130.
6 января 2022 года во время четвертой четверти матча с «Майами Хит» (115-109) Нуркич был удален из игры после стычки с защитником «Хит» Тайлером Хирро. На следующий день НБА оштрафовала Нуркича и Хирро на 25 000 долларов каждого. 22 января 2022 года Нуркич набрал 29 очков, включая решающее попадание за 13 секунд до конца матча, и взял 17 подборов в победе над «Бостон Селтикс» (109-105). 22 марта 2022 года он был оштрафован НБА на 40 000 долларов за стычку с болельщиком двумя днями ранее после поражения 98-129 от «Индианы Пэйсерс», во время которой Нуркич бросил телефон болельщика на трибуны. 28 марта 2022 года Нуркич выбыл до конца сезона с плантарным фасциитом левой стопы.
6 июля 2022 года Нуркич переподписал контракт с «Трэйл Блэйзерс» на четыре года и 70 миллионов долларов.

### Финикс Санз (2023—2025)
27 сентября 2023 года Нуркич вместе с Грейсоном Алленом, Насиром Литтлом и Кеоном Джонсоном был обменян в «Финикс Санз» в рамках сделки с тремя командами, в результате которой Дамиан Лиллард был отправлен в «Милуоки Бакс», а Джру Холидей, Деандре Эйтон, Тумани Камара и пик первого раунда драфта 2029 года – в «Трэйл Блэйзерс».
Нуркич дебютировал в составе «Санз» 24 октября, оформив дабл-дабл из 14 очков и 14 подборов, включая спасший игру лэй-ап, в победе над «Голден Стэйт Уорриорз» со счетом 108-104. 8 ноября Нуркич набрал 20 очков, 17 подборов и восемь передач, а также сделал победный флоатер в овертайме в матче с «Чикаго Буллз».
3 марта 2024 года Нуркич сделал рекордный в карьере 31 подбор и набрал 14 очков в проигрыше от «Оклахома-Сити Тандер» со счетом 110:118, что стало самым большим количеством подборов в одной игре для игрока с 2010 года. Он также побил рекорд «Санз» по количеству подборов в игре, который ранее принадлежал Тайсону Чендлеру.
27 декабря 2024 года в матче против «Даллас Маверикс» Нуркич принял участие в драке. Инцидент случился за 9:02 до конца третьей четверти после того, как Нуркич получил фол в нападении на Дэниэле Гэффорде. Нуркич сошелся с Наджи Маршаллом и влепил тому пощечину, баскетболист «Далласа» ответил ударом по лицу. Пи Джей Вашингтон толкнул Нуркича, тот отскочил назад и упал. По итогу разбирательств лига дисквалифицировала Юсуфа Нуркича на три матча.
6 января 2025 года было объявлено, что Нуркич будет выведен из стартовой пятерки «Санз». Место игрока в старте займет Мэйсон Пламли.

### Шарлотт Хорнетс (2025—настоящее время)
6 февраля 2025 года Нуркич был обменян в «Шарлотт Хорнетс» на Коди Мартина, Василия Мичича и выбор второго раунда драфта 2026 года.

## Выступления за национальную сборную
В 2012 года на чемпионате Европы для молодёжных команд (до 18 лет, Дивизион В) Нуркич был признан MVP. В среднем на турнире набирал 19,4 очка и совершал 13,3 подбора. В 2014 году на чемпионате Европы для юношеских команд (до 20 лет, Дивизион В) Нуркич также стал MVP с показателями 21,4 очков и 12 подборов. В квалификационном турнире к Евробаскету 2013 года игрок привлекался к матчам основной команды Боснии и Герцеговины, однако практически не выходил на площадку, а команда не отобралась на финальную часть турнира.

## Достижения
- Чемпион Хорватии: 2013/2014
- Обладатель Кубка Хорватии: 2013/2014

## Статистика

### Статистика в НБА
| Сезон   | Команда  | Регулярный сезон | Регулярный сезон | Регулярный сезон | Регулярный сезон | Регулярный сезон | Регулярный сезон | Регулярный сезон | Регулярный сезон | Регулярный сезон | Регулярный сезон | Регулярный сезон | Серия плей-офф | Серия плей-офф | Серия плей-офф | Серия плей-офф | Серия плей-офф | Серия плей-офф | Серия плей-офф | Серия плей-офф | Серия плей-офф | Серия плей-офф | Серия плей-офф |
| Сезон   | Команда  | GP               | GS               | MPG              | FG%              | 3P%              | FT%              | RPG              | APG              | SPG              | BPG              | PPG              | GP             | GS             | MPG            | FG%            | 3P%            | FT%            | RPG            | APG            | SPG            | BPG            | PPG            |
| ------- | -------- | ---------------- | ---------------- | ---------------- | ---------------- | ---------------- | ---------------- | ---------------- | ---------------- | ---------------- | ---------------- | ---------------- | -------------- | -------------- | -------------- | -------------- | -------------- | -------------- | -------------- | -------------- | -------------- | -------------- | -------------- |
| 2014/15 | Денвер   | 62               | 27               | 17,8             | 44,6             | 0,0              | 63,6             | 6,2              | 0,8              | 0,8              | 1,1              | 6,9              | Не участвовал  | Не участвовал  | Не участвовал  | Не участвовал  | Не участвовал  | Не участвовал  | Не участвовал  | Не участвовал  | Не участвовал  | Не участвовал  | Не участвовал  |
| 2015/16 | Денвер   | 32               | 3                | 17,1             | 41,7             | 0,0              | 61,6             | 5,5              | 1,3              | 0,8              | 1,4              | 8,2              | Не участвовал  | Не участвовал  | Не участвовал  | Не участвовал  | Не участвовал  | Не участвовал  | Не участвовал  | Не участвовал  | Не участвовал  | Не участвовал  | Не участвовал  |
| 2016/17 | Денвер   | 45               | 29               | 17,9             | 50,7             | -                | 49,6             | 5,8              | 1,3              | 0,6              | 0,8              | 8,0              | Не участвовал  | Не участвовал  | Не участвовал  | Не участвовал  | Не участвовал  | Не участвовал  | Не участвовал  | Не участвовал  | Не участвовал  | Не участвовал  | Не участвовал  |
| 2016/17 | Портленд | 20               | 19               | 29,2             | 50,8             | 0,0              | 66,0             | 10,4             | 3,2              | 1,3              | 1,9              | 15,2             | 1              | 1              | 17,0           | 33,3           | 0,0            | -              | 11,0           | 4,0            | 0,0            | 1,0            | 2,0            |
| 2017/18 | Портленд | 79               | 79               | 26,4             | 50,5             | 0,0              | 63,0             | 9,0              | 1,8              | 0,8              | 1,4              | 14,3             | 4              | 4              | 23,5           | 48,7           | -              | 81,8           | 8,0            | 1,0            | 1,5            | 1,3            | 11,8           |
| 2018/19 | Портленд | 72               | 72               | 27,4             | 50,8             | 10,3             | 77,3             | 10,4             | 3,2              | 1,0              | 1,4              | 15,6             | Не участвовал  | Не участвовал  | Не участвовал  | Не участвовал  | Не участвовал  | Не участвовал  | Не участвовал  | Не участвовал  | Не участвовал  | Не участвовал  | Не участвовал  |
| 2019/20 | Портленд | 8                | 8                | 31,6             | 49,5             | 20,0             | 88,6             | 10,3             | 4,0              | 1,4              | 2,0              | 17,6             | 5              | 5              | 32,2           | 43,9           | 27,3           | 78,3           | 10,4           | 3,6            | 1,4            | 0,2            | 14,2           |
| 2020/21 | Портленд | 37               | 37               | 23,8             | 51,4             | 40,0             | 61,9             | 9,0              | 3,4              | 1,0              | 1,1              | 11,5             | 6              | 6              | 28,8           | 54,5           | 20,0           | 72,0           | 10,3           | 2,7            | 0,5            | 1,2            | 13,2           |
| 2021/22 | Портленд | 56               | 56               | 28,2             | 53,5             | 26,8             | 69,0             | 11,1             | 2,8              | 1,1              | 0,6              | 15,0             | Не участвовал  | Не участвовал  | Не участвовал  | Не участвовал  | Не участвовал  | Не участвовал  | Не участвовал  | Не участвовал  | Не участвовал  | Не участвовал  | Не участвовал  |
| 2022/23 | Портленд | 52               | 52               | 26,8             | 51,9             | 36,1             | 66,1             | 9,1              | 2,9              | 0,8              | 0,8              | 13,3             | Не участвовал  | Не участвовал  | Не участвовал  | Не участвовал  | Не участвовал  | Не участвовал  | Не участвовал  | Не участвовал  | Не участвовал  | Не участвовал  | Не участвовал  |
| 2023/24 | Финикс   | 76               | 76               | 27,3             | 51,0             | 24,4             | 64,0             | 11,0             | 4,0              | 1,1              | 1,1              | 10,9             | 4              | 4              | 26,0           | 50,0           | 0,0            | 45,5           | 8,3            | 2,8            | 1,5            | 1,5            | 7,8            |
| 2024/25 | Финикс   | 25               | 23               | 23,7             | 45,4             | 32,2             | 69,6             | 9,2              | 1,9              | 0,9              | 0,6              | 8,6              | Не участвовал  | Не участвовал  | Не участвовал  | Не участвовал  | Не участвовал  | Не участвовал  | Не участвовал  | Не участвовал  | Не участвовал  | Не участвовал  | Не участвовал  |
| 2024/25 | Шарлотт  | 26               | 9                | 18,1             | 49,7             | 28,3             | 62,7             | 6,5              | 2,6              | 0,7              | 0,7              | 9,2              | Не участвовал  | Не участвовал  | Не участвовал  | Не участвовал  | Не участвовал  | Не участвовал  | Не участвовал  | Не участвовал  | Не участвовал  | Не участвовал  | Не участвовал  |
|         | Всего    | 590              | 490              | 24,3             | 50,1             | 28,5             | 66,7             | 8,8              | 2,5              | 0,9              | 1,1              | 11,8             | 20             | 20             | 27,5           | 48,9           | 21,1           | 71,4           | 9,5            | 2,7            | 1,1            | 1,0            | 11,5           |

### Статистика в других лигах
| Сезон | Команда                | Лига                  | GP  | GS | MPG  | FG%  | 3P%   | FT%  | RPG  | APG | SPG | BPG | PFL | TOV | PPG  |
| --- | ---------------------- | --------------------- | --- | -- | ---- | ---- | ----- | ---- | ---- | --- | --- | --- | --- | --- | ---- |
| 2011/12 | Олимпия Любляна (мол.) | Турнир в Белграде     | 5   | 4  | 30,1 | 45,3 | 46,7  | 78,4 | 11,0 | 0,6 | 1,4 | 2,0 | 2,2 | 1,2 | 18,8 |
| 2012/13 | Все клубы              | Все лиги              | 40  | 4  | 9,3  | 51,4 | 20,0  | 64,9 | 2,8  | 0,4 | 0,5 | 0,6 | 1,8 | 0,9 | 5,4  |
| 2012/13 | Задар                  | Чемпионат Хорватии    | 19  | 4  | 13,5 | 49,1 | 0,0   | 69,1 | 4,4  | 0,5 | 0,8 | 0,9 | 2,6 | 1,2 | 8,1  |
| 2012/13 | Задар                  | Лига ABA              | 10  | 0  | 5,9  | 52,4 | 0,0   | 60,0 | 1,8  | 0,5 | 0,3 | 0,4 | 0,9 | 1,0 | 3,7  |
| 2012/13 | Цедевита               | Евролига              | 6   | 0  | 3,7  | 62,5 | 100,0 | 0,0  | 0,7  | 0,0 | 0,2 | 0,5 | 0,5 | 0,2 | 1,8  |
| 2012/13 | Цедевита               | Лига ABA              | 5   | 0  | 6,8  | 66,7 | 0,0   | 50,0 | 1,0  | 0,2 | 0,0 | 0,0 | 2,0 | 0,2 | 2,6  |
| 2013/14 | Все клубы              | Все лиги              | 58  | 1  | 16,3 | 55,2 | 20,0  | 67,6 | 5,0  | 0,8 | 0,9 | 1,0 | 3,3 | 1,9 | 10,9 |
| 2013/14 | Цедевита               | Лига ABA              | 28  | 1  | 16,6 | 54,0 | 14,3  | 70,1 | 5,7  | 0,7 | 1,1 | 0,8 | 3,2 | 1,6 | 11,7 |
| 2013/14 | Цедевита               | Кубок Европы          | 15  | 0  | 15,4 | 58,5 | 50,0  | 70,6 | 3,3  | 0,6 | 0,7 | 1,3 | 3,5 | 2,3 | 8,9  |
| 2013/14 | Цедевита               | Чемпионат Хорватии    | 15  | 0  | 16,7 | 54,6 | 0,0   | 61,4 | 5,3  | 1,0 | 0,7 | 1,2 | 3,3 | 1,9 | 11,5 |
| Всего | Всего                  | Всего                 | 103 | 9  | 14,2 | 53,2 | 33,3  | 67,9 | 4,4  | 0,6 | 0,7 | 0,9 | 2,7 | 1,5 | 9,1  |
| В чемпионате Хорватии | В чемпионате Хорватии  | В чемпионате Хорватии | 34  | 4  | 14,9 | 51,9 | 0,0   | 64,7 | 4,8  | 0,7 | 0,8 | 1,0 | 2,9 | 1,5 | 9,6  |
| В Лиге ABA | В Лиге ABA             | В Лиге ABA            | 43  | 1  | 13,0 | 54,4 | 10,0  | 68,5 | 4,2  | 0,6 | 0,8 | 0,6 | 2,5 | 1,3 | 8,8  |
| Наведите курсор мыши на аббревиатуры в заголовке таблицы, чтобы прочесть их расшифровку Статистика приведена с сайта basketball.realgm.com |                        |                       |     |    |      |      |       |      |      |     |     |     |     |     |      |